# 수리정신학
《수리정신학》(영어: Mathematical Psychics)은 영국의 경제학자 프랜시스 에지워스의 저서이다.
대부분의 경제학도가 프랜시스 에지워스를 처음 만나는 것은 ‘에지워스 상자’를 통해서다. 이 상자 속의 ‘무차별곡선’과 ‘계약곡선’을 그가 창안하고 명명했다. 이 두 곡선이 모두 이 책에 처음 등장한다. 경제학의 역사에서 ≪수리정신학≫이 갖는 가장 중요한 의의는 독창적인 교환 이론과 균형 개념에 있다. 
이 책의 원제에 들어 있는 단어 ‘psychics’는 당시 널리 사용되던 단어가 아님에도 불구하고 저자는 아무런 설명 없이 이 단어를 책의 제목으로 사용한다. 요즘 사전에 따르면, ‘psychic’은 영혼과의 교감이나 예지, 영감, 육감 등의 능력을 가진 사람을 가리키지만 이 책의 제목에서는 전혀 그렇지 않음을 책의 내용에서 분명히 알 수 있다. 이 책의 부제 ‘An Essay on the Application of Mathematics to the Moral Sciences’에 등장하는 ‘도덕과학(Moral Sciences)’이라는 범주에 윤리학, 정치학, 경제학, 사회학, 심리학 등을 모두 포함시키는 사실로 미루어 짐작하면, 저자는 경제학의 일부와 윤리학의 일부를 함께 가리키기 위해 ‘psychics’라는 단어를 만들어 사용했을 것이다. 이는 ‘심리학’으로 옮길 수도 있으나, 그 단어가 오늘날 특정 과학을 가리키는 데 사용되고 있기에 여러 사정을 감안하여 여기서는 ‘psychics’를 ‘정신학’으로 옮겼다.
경제학의 역사에서 ≪수리정신학≫이 갖는 가장 중요한 의의는 독창적인 교환 이론과 균형 개념에 있다. 에지워스는 이 책에서 교환을 묘사하는 개념으로 수요와 공급을 대신해 계약과 재계약을 사용하며, ‘수요와 공급의 평형’을 대신해서 ‘깨뜨려지지 않을 계약’을 균형으로 정의한다. 그리고 이러한 계약의 확정성 혹은 균형의 유일성을 경쟁의 완전성과 관련해서 분석한다. 이 내용은 그 후 ‘에지워스의 추측’으로 불리게 된다. 그러나 저자가 이 책에서 강조한 것은 계약의 확정성이 아니라 불확정성이다. 현실의 경쟁은 불완전한데, 그 경우 개인들의 효용 극대화 원리만으로는 계약이 확정되지 않는다는 것이다. ≪수리정신학≫에서 정신학(psychics)은 경제학과 윤리학을 포함하는 동시에 물리학(physics)과 비교되는데, 제1부는 수리물리학처럼 수리경제학과 수리윤리학도 가능하다는 주장을 전개한다. 저자는 이 책에서 수리경제학과 수리윤리학의 가능성을 주장할 뿐만 아니라 실현하고 있다.

## 서지 정보
- 김진방 역, 2009년, 지식을만드는지식[깨진 링크(과거 내용 찾기)] ISBN 978-89-6406-205-0